# Mihael VII. Dukas
Mihael VII. Dukas (grško: Μιχαήλ Ζ΄ Δούκας, Mikhaēl VII Doukas) z nadimkom Parapinakēs, bizantinski cesar od 1071 do 1078, * okog 1050, Bizanc, Bizantinsko cesarstvo, † okrog 1090, Bizanc, Bizantinsko cesarstvo.

## Vladanje
Mihael VII. Je bil najstarejši sin Konstantina X. Dukasa in Evdokije Makrembolitisse. Na dvor je prišel konec leta 1059. Ko je Konstantin X. leta 1067 umrl, je imel Mihael komaj sedemnajst let in bi moral samostojno prevzeti vso oblast. Ker se za politiko ni preveč zanimal, sta cesarstvu kot regenta uspešno vladala mati Evdokija in stric Ivan Dukas.
1. januara 1068 se je Evdokija poročila z generalom Romanom Diogenom, ki je postal cesar Roman IV. in je vladal skupaj z Mihaelom VII. in njegovima bratoma Konstancijem in Andronikom. V bitki pri Manzikertu avgusta 1071 je vladar Turkov Seldžukov Alp Arslan Romana porazil in ujel. Mihael bi po porazu lahko prevzel oblast, vendar je ostal v ozadju. Vodenje države sta prevzela stric Ivan Dukas in njegov vzgojitelj Mihael Psellos. Ko se je Roman IV. vrnil iz turškega ujetništva, so z zaroto preprečili njegov ponoven vzpon na prestol. Evdokijo so poslali v samostan in 24. oktobra 1071 Mihaela ponovno okronali za cesarja. 
Čeprav sta Mihael Psellos in Ivan Dukas ostala na dvoru kot svetovalca, se je Mihael vedno bolj zanašal do svojega finančnega ministra Nikeforicesa. Cesarjevo glavno opravilo je bil akademski študij. Finančnemu ministru je dovoljeval povečevanje davkov in razkošno trošenje državnega denarja brez ustreznega financiranja vojske. V največjih finančnih stiskah so se cesarski uradniki posluževali celo zaplembe premoženja in razlaščanja cerkvenih posesti. Slabo plačana vojska je postala neposlušna in Bizantinci so izgubili Bari, svoje zadnje ozemlje v Italiji. Leta 1071 so ga osvojili Normani Roberta Guiscarda. Istega leta so se soočili z resnimi upori na Balkanu, kjer so Bolgari hoteli obnoviti svojo državo. General Nikefor Brijenij je upor sicer zatrl, izgubljenih ozemelj v Mali Aziji pa cesarstvo ni uspelo dobiti nazaj.
Po bitki pri Manzikertu leta 1071 je bizantinska vlada poslala proti Turkom Seldžukom novo vojsko, ki ji je poveljeval Izak Komnen, brat bodočega cesarja Alekseja I. Komnena. Leta 1073 je bila njihova vojska poražena, njenega poveljnika pa so ujeli. Težave so se še povečale, ko so dezertirali najemniki iz zahodne Evrope in postali cilj naslednjega vojaškega pohoda, ki ga je vodil cesar Ivan Dukas. Pohod se je končal s polomom. Najemniki so Ivana Duksasa ujeli in ga prisilili, da se je začel potegovati za bizantinski prestol. V tej situaciji je bila vlada Mihaela VII. leta 1074 prisiljena prepustiti vsa osvojena ozemlja v Mali Aziji Turkom Seldžukom in jih celo prositi za pomoč. Nova vojska pod poveljstvom Alekseja Komnena, okrepljena s turškimi četami Malik Šaha I., je leta 1074 končno porazila najemnike in Ivana Dukasa ujela.
Vojaški porazi so povzročili splošno nezadovoljstvo, katerega je še bolj zaostrilo razvrednotenje denarja. Cesar je zato dobil nadimek Parapinakēs – »četrt manj«. Leta 1078 sta generala Nikefor Brijenij in Nikefor III. Botanijat s pomočjo Turkov prva prišla do Bizanca. Mihael VII. je 31. marca 1078 z velikim odporom odstopil in se umaknil v samostan Studios. Kasneje je postal metropolitski nadškof Efeza. Umrl je v Bizancu leta 1090. 

## Družina
Mihael VII. je bil poročen z Marijo Alansko, hčerko kralja Bagrata IV. Gruzijskega. Z njo je imel najmanj enega sina
- Konstantina Dukasa, so-cesarja od približno 1075 do 1078 in od 1081 do 1087/88, † okrog 1095